# Polymixia sazonovi
Espèce
Statut de conservation UICN

 DD  : Données insuffisantes
 octobre 2018 
Polymixia sazonovi est une espèce de poissons marins de la famille des Polymixiidae.

## Systématique
L'espèce Polymixia sazonovi a été décrite en 1992 par l'ichtyologiste russe Alexander N. Kotlyar (d),.

## Distribution
Polymixia sazonovi se rencontre dans le Pacifique nord-ouest. Il a été découvert dans la mer des Philippines, au Sud du Japon.

## Description
Polymixia sazonovi peut mesurer jusqu'à 25,2 cm. C'est un poisson à nageoires rayonnées, qui capture ses proies en les avalant.

## Étymologie
Son épithète spécifique, sazonovi, lui a été donnée en l'honneur de Yuriya Igorevich Sazonov pour sa contribution à l'étude des poissons des profondeurs à travers le monde.

## Publication originale
Traduction éditée l'année suivant la publication en russe :
- (en) A. N. Kotlyar, « A new species of the genus Polymixia (Polymixiidae, Beryciformes) from the Kyushyu-Palau Submarine Ridge and notes on the other members of the genus », Journal of Ichthyology, MAIK Nauka/Interperiodica (d) et Springer Science+Business Media, vol. 33, no 3,‎ janvier 1993, p. 30-49 (ISSN 0032-9452 et 1555-6425, lire en ligne).